# Isabelle Lecomte
Pour les articles homonymes, voir Lecomte.
 (décembre 2022).
- Si vous ne connaissez pas le sujet, laissez ce bandeau (vous pouvez alors contacter les auteurs).
- Si vous supprimez le contenu mis en cause (vous pouvez préalablement contacter les auteurs),

argumentez précisément cette suppression dans la page de discussion
(un manque de référence n'est pas un argument ; une recherche réelle de référence doit avoir été effectuée, être formellement documentée).
Isabelle Lecomte est un auteur belge, née le 1er août 1967.

## Biographie
Née d'un père marionnettiste (auteur des Trois Cloups) et d'une mère bibliothécaire, elle rédige sa première nouvelle Le bonheur en tête à l'âge de seize ans grâce au soutien de l'écrivain belge Jacques Cels.
Après des études en histoire de l'art à l'Université libre de Bruxelles, elle publie Le Pop Art chez Flammarion. Ensuite, les éditions Glénat lui demandent de rédiger le texte d'Ommegang. L'album raconte une fête populaire à Bruxelles dont le dessinateur belge René Follet a croqué chaque étape dans son style lumineux et réaliste.
Devenue maman, elle écrit pour son fils Youri le Rhinocéros paru aux Éditions de la Renaissance du Livre. L'album illustré par Laurent Crickx sera traduit en coréen. L'éditeur lui propose ensuite de mettre des mots sur le superbe travail de Valérie Dion : La petite Taupe et le Hérisson, également traduit en coréen.
Ensuite, elle publie deux ouvrages inspirés par son métier d'enseignante : Trente outils pour (se) dire, (se) raconter et l'écrire et L'ado fragile et l'école.  Comment se mettre à l'écoute des besoins relationnels ? Le premier opus reprend des outils susceptibles d'être utilisés en classe ou chez soi afin de réveiller ou d'entretenir l'envie de mettre des mots. Le second s'appuie sur une quinzaine de témoignages d'adolescents en difficulté (viol, anorexie, sentiment de solitude, envie suicidaire...) et autant de pistes pour les écouter et amorcer le dialogue en classe ou en privé. L'ado fragile et l'école est fortement influencé par le travail de Claude Halmos et celui de Jacques Salomé, auteur de la préface.
En 2010, Isabelle Lecomte est devenue Docteur en Histoire Art et archéologie auprès de l'Université libre de Bruxelles, pour une dissertation originale intitulée "Joseph Cornell (1903-1972) et ses muses. Étude monographique à partir des sources iconographiques et littéraires."
Depuis avril 2011, Isabelle Lecomte anime son propre site internet - CréatiVive. Un blog qui propose chaque semaine un exercice pour stimuler la créativité de tous!
Fin 2012, elle s'installe en Suisse et devient rédactrice en chef de L'Hôtâ, revue consacrée au patrimoine rural jurassien.
En 2013, Isabelle Lecomte écrit Des jouets qui font... Pouet!, le catalogue de l'exposition présentée à la Porte de Hal de Bruxelles.
Elle est membre du Collectif 50/50 qui a pour but de promouvoir l’égalité des femmes et des hommes et la diversité sexuelle et de genre dans le cinéma et l’audiovisuel,.

## Bibliographie

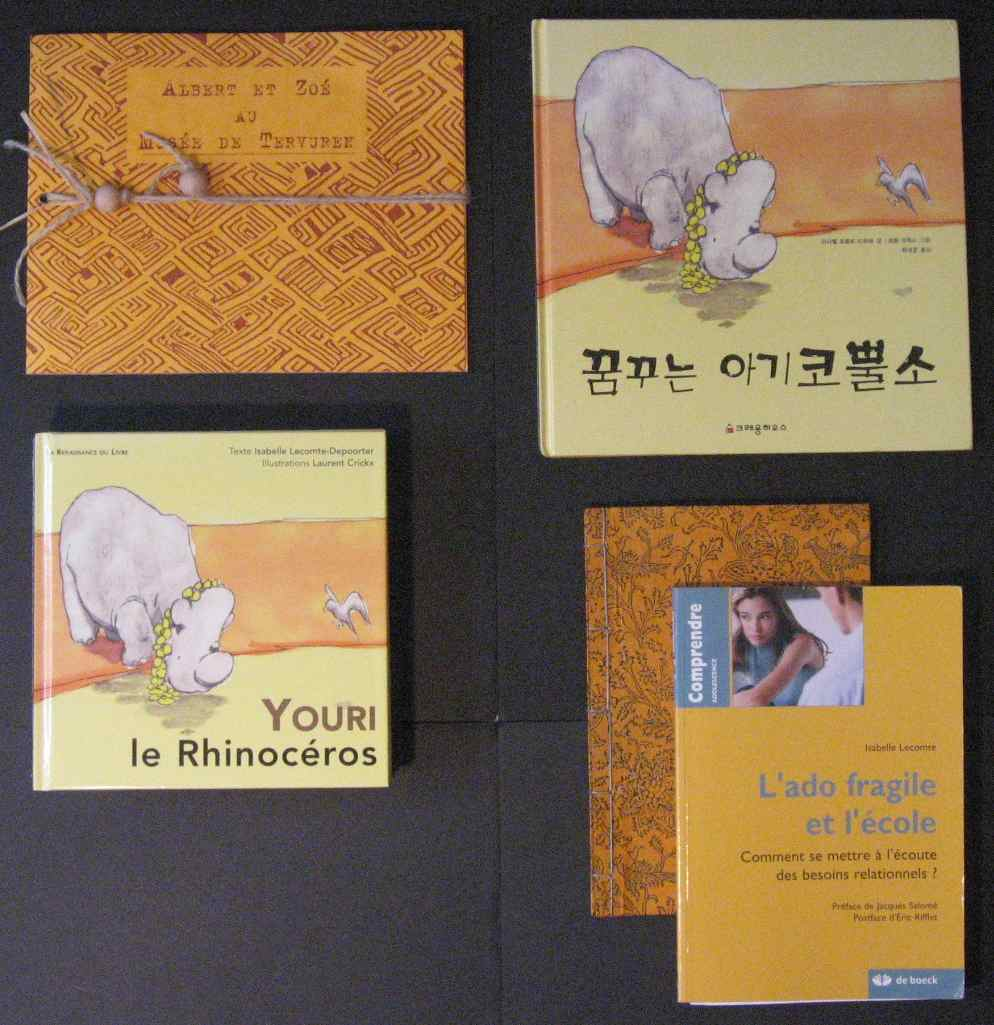
Les livres jaunes d'Isabelle Lecomte. Photographie de l'auteur.

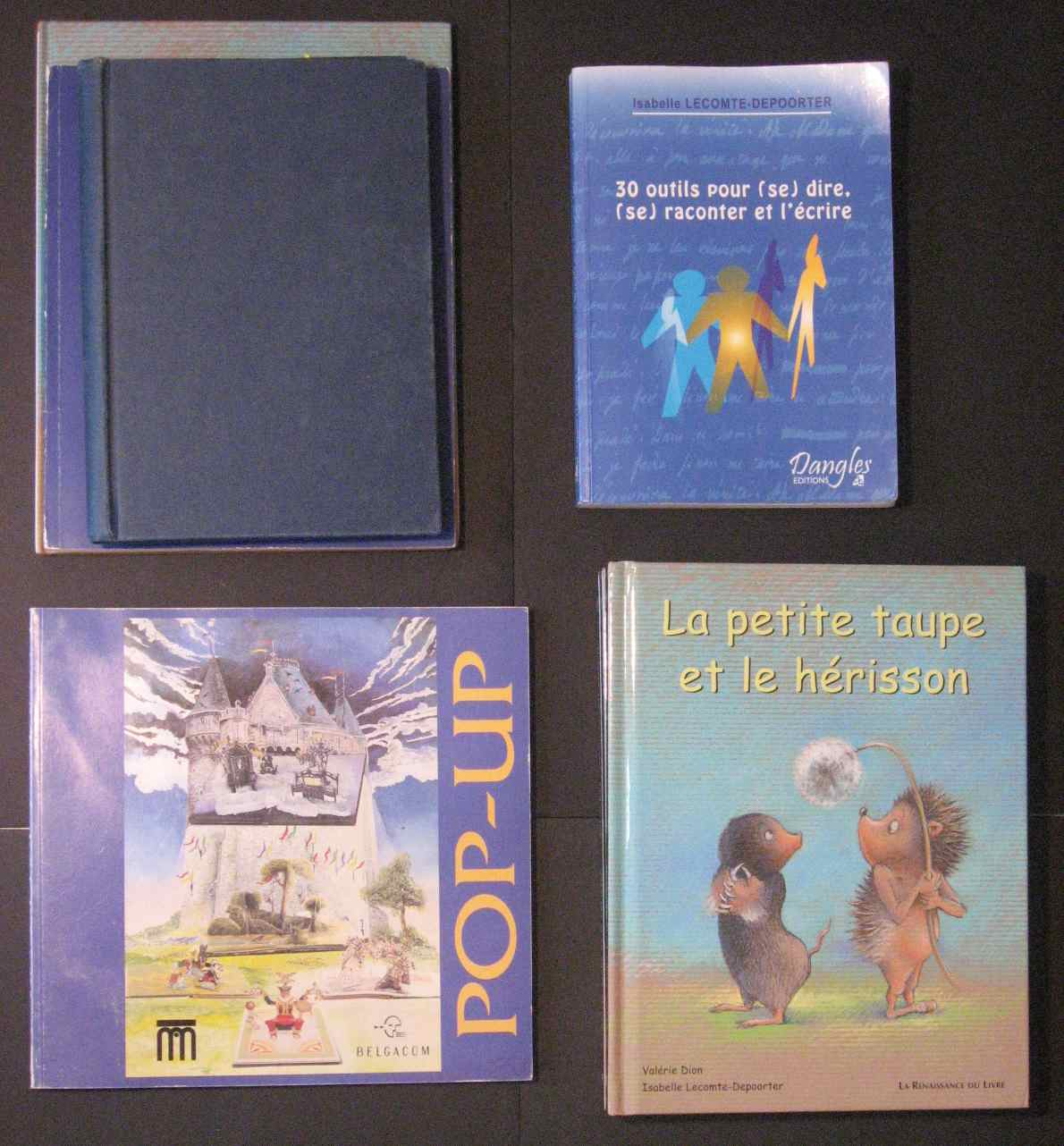
Les livres bleus d'Isabelle Lecomte. Photographie de l'auteur.

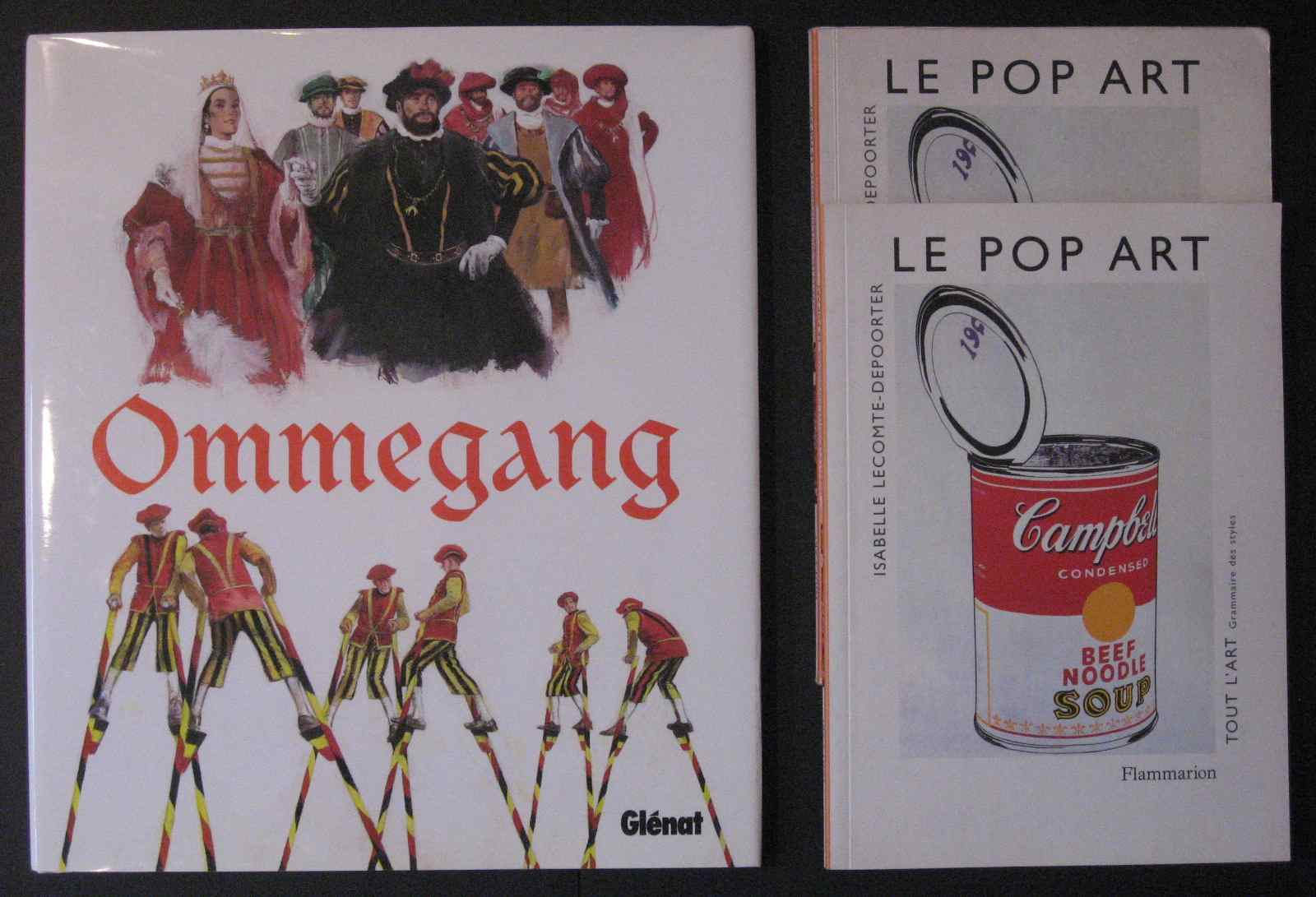
Les livres rouges d'Isabelle Lecomte. Photographie de l'auteur.

### Livres pour enfants
- Mon éléphant chéri d'amour à moi, Naba Éditions, 1998- illustré par Antonio Nardone. (épuisé)
- Albert et Zoé au Musée de Tervuren, éditions, 1999- illustré par Antonio Nardone. (épuisé)
- Youri le Rhinocéros, La Renaissance du Livre, 2002- illustré par Laurent Crickx.
- La petite Taupe et le Hérisson, La Renaissance du Livre, 2003 - illustré par Valérie Dion.

### Livres d'art
- Le Pop Art, Flammarion, 2001.  (Collection Tout l'Art - Grammaire des Styles)
- L'Ommegang, Glénat, 1999 - illustré par René Follet.
- Mireille Desguin Archéologie Post Moderne, Galerie Pascal Polar et Musée ethnographique de Varsovie, 2004.
- Pouet! des jouets qui font du bruit, Lannoo, 2013.

### Livres de pédagogie
- Trente outils pour se dire, se raconter et l'écrire, Dangles Éditions (membre du Groupe Editorial Piktos), 2005. Photographies de Rosy.
- L'Ado fragile et l'école. Comment se mettre à l'écoute des besoins relationnels ?, De Boeck, 2006.  Préface de Jacques Salomé.